# Robson Rodovalho
Robson Lemos Rodovalho (Anápolis, Goiás, 15 de agosto de 1955) é pastor, físico e ex-deputado federal brasileiro, fundador, junto com Maria Lúcia Rodovalho, da Fundação Neopentecostal Comunidade Evangélica Sara Nossa Terra, da qual é presidente.

## Infância, estudos e carreira acadêmica
Rodovalho nasceu em Anápolis, em 1955. Viveu a infância em fazendas. E, do campo, muitas vezes tira a inspiração para suas pregações. Enquanto estudava física na Universidade Federal de Goiás em Goiânia nos anos 1970, fundou a Comunidade Evangélica, que viria a ser o embrião da Sara Nossa Terra. Nesses tempos conheceu Maria Lúcia, com quem veio a se casar e constituir sua família, hoje formada por três filhos (Priscila, Samuel e Ana Lia) e 6 netos (Davi Lucas, Pedro Henrique, Ana Luiza, Gabriel, Joaquim e João Pedro).
Graduou-se em Física na Universidade Federal de Goiás em Goiânia (1979); e em curso livre de Teologia pela instituição não-reconhecida pelo MEC ou ASTE, a Universidade Fundamentalista de São Paulo (1984). Cursaria ainda Filosofia – Faculdade de Educação Teológica Brasília (1996) e Ciência da Saúde Natural – The Clayton School of Natural Healing (The American Holistic College of Nutrition).
Rodovalho foi por vários anos professor concursado de física da Universidade Federal de Goiás. Isso não o impediu de, além das pregações, ingressar na carreira de escritor com mais de 73 títulos publicados.[carece de fontes?] Além de ter seis CDs e dois DVDs lançados.

## Carreira religiosa

Logotipo da Comunidade Evangélica Sara Nossa Terra, igreja fundada por Rodovalho.

Rodovalho ingressou na Igreja Presbiteriana aos 15 anos. Dois anos depois adere ao movimento pentecostal através de igrejas batistas e presbiterianas renovadas e da Assembleia de Deus. Começou fazer grupos devocionais jovens, e organizou, junto com Cirino Ferro e César Augusto, a Comunidade Evangélica de Goiânia.
Após desentendimento com o Pastor César Augusto, em 1992, Rodovalho fundou, em Brasília, a Sara Nossa Terra, ministério que em 2024 conta com cerca de 1.200 igrejas no Brasil e no exterior. [carece de fontes?]

## Carreira política
Em 1 de outubro de 2006 Rodovalho foi eleito deputado federal, representando o Distrito Federal, pelo partido Partido da Frente Liberal (PFL), hoje Democratas (DEM). Em 1 de maio de 2008 assumiu a Secretaria de Trabalho do Distrito Federal. No dia 30 de setembro de 2009 saiu do partido Democratas e se filou ao Partido Progressista (PP). Por infidelidade partidária, o Tribunal Superior Eleitoral determinou a perda do mandato de Rodovalho em 2010. Rodovalho contesta que tenha sido cassado. Na verdade, a decisão do TSE não chegou a ser efetivada, com o termino da legislatura. Rodovalho não se candidatou à reeleição.

## Carreira musical
Rodovalho também seguiu carreira musical. Gravou alguns discos. Os mais conhecidos são:Mais que Amigos (2009), que contou com participações de cantores como Fernandinho, David Quinlan e Kleber Lucas; Entra No Meu Lar(2011), álbum cuja canção-título foi cantada por Bispo Rodovalho no programa do Raul Gil, exibido no SBT; Faz o Meu Milagre (2012), Sara Nossa Terra, Por Favor (2013), Clamor Brasil 5 (2013) e Alegria Verdadeira (2014).
Em 2014 assinou um contrato com a gravadora Som Livre, onde gravou o álbum Alegria Verdadeira. O álbum possui canções levadas ao gênero sertanejo assim como um outro trabalho musical do bispo intitulado Seguindo Em Frente.

## Obras
Robson Rodovalho escreveu diversas obras de cunho religioso, publicadas pela editora da Comunidade Evangélica Sara Nossa Terra, entre outros:
- O líder que faz a  diferença
- 7 pecados capitais
- A arte da liderança
- A energia da vida
- A beleza de Cristo e o caráter do cristão
- Assentando - se entre os príncipes
- A oração de um intercessor
- Alimento diário para sua vida
- As Leis Fundamentais Para o Seu Crescimento
- As 12 virtudes do Espírito
- As 17 qualidades de um vencedor
- As 21 leis para que você seja competente
- As 7 leis espirituais para um novo começo
- As portas da alma
- A nova ordem mundial
- Bíblia: verdade ou ficção?
- Batalha espiritual
- Brasil, antes seja tarde
- Ciência e Fé: o reencontro pela física quântica
- Construindo sistemas que vencem
- Construindo uma nação de vencedores
- Conhecendo a glória de Deus
- Crescimento das Células, Equipes e Igrejas
- De onde vem a sua força
- Destruindo a fortaleza dos valentes
- Destruindo gigantes
- Deus ou Darwin
- Diário do líder que ora
- Do principio ao fim
- Favor ou competência
- Felizes para sempre
- Formando líderes irrepreensíveis
- Formando líderes vencedores
- Isto é arena 2
- Isto é arena 3
- Liderança de sucesso
- Maximizando a sua existência
- Meditações
- Menos trabalho mais resultado
- O altar dos patriarcas
- O código do líder
- Os 10 Mandamentos para vencer na vida
- O elo perdido
- O bom samaritano
- O caminho do sucesso
- O Dinheiro e Você
- O milagre aconteceu
- Olhos da alma
- Para ser feliz
- Paternidade
- Por que não somos católicos
- Por que não somos espíritas